# Трансафриканська мережа автомагістралей
Трансафриканська мережа автомагістралей — включає проекти трансконтинентальних доріг в Африці, які розробляються Економічною комісією ООН для Африки (ЮНЕКА), Африканським банком розвитку (АБР) і Африканським союзом спільно з регіональними міжнародними спільнотами. Вони спрямовані на сприяння торгівлі та подолання бідності в Африці шляхом розвитку інфраструктури автомобільних доріг та управління дорожніми торговельними коридорами. Загальна довжина дев'яти магістралей мережі становить 56 683 км (35 221 миль).
У деяких документах магістралі називаються «Трансафриканськими коридорами» або «дорожніми коридорами», а не магістралями. Назва Трансафриканська магістраль та її варіанти не є загальновживаними за межами кіл планування та розвитку, і станом на 2014 рік ніхто не бачить їх як таких або позначень на картах, за винятком Кенії та Уганди, де Момбаса – Найробі – Ділянку Кампала – Портал Форту (або під’їзну дорогу Кампала – Кігалі) Трансафриканської магістралі 8 іноді називають «Трансафриканська магістраль».

## Передумови

### Потреба в системі магістралей
Колоніальні держави, а пізніше конкуруючі наддержави та регіональні держави, як правило, не заохочували дорожніх сполучень між своїми відповідними сферами, за винятком випадків, коли це було абсолютно необхідно (тобто торгівля), а в нових незалежних африканських державах прикордонні обмеження часто посилювалися, а не послаблювалися як спосіб захист внутрішньої торгівлі, як зброї в прикордонних суперечках, і збільшення можливостей для офіційної корупції.
Бідність впливає на розвиток міжнародних автомобільних доріг, коли обмежені фінансові ресурси потрібно спрямовувати на внутрішні пріоритети, а не на зовнішні.
Агенції, які розробляють мережу автомобільних доріг, керуються ідеєю, що дорожня інфраструктура стимулює торгівлю і, таким чином, пом’якшує бідність, а також приносить користь охороні здоров’я та освіті, оскільки дозволяє надавати медичні та освітні послуги в раніше недоступних районах.
1 липня 1971 року Роберт К. А. Гардінер, виконавчий секретар Економічної комісії ООН для Африки (UNECA), створив Трансафриканське бюро автомобільних доріг для нагляду за розвитком мережі континентальних доріг.

### Війни та конфлікти
Війни та конфлікти не тільки перешкоджають прогресу в будівництві доріг, але й призводять до руйнування доріг і переходів через річки, перешкоджають їх ремонту та часто закривають життєво важливі сполучення. Сьєрра-Леоне, Ліберія, Демократична Республіка Конго та Ангола перебувають у фазі відновлення після війни. Війни в Демократичній Республіці Конго на десятиліття відкинули дорожню інфраструктуру в цій країні та перерізали головний шлях між Східною та Західною Африкою. Останніми роками міркування безпеки обмежили автомобільний рух у південних частинах Марокко, Алжиру, Лівії та Єгипту, а також у північному Чаді та більшій частині Судану.
Трансафриканські автошляхи можуть розвиватися лише за часів миру та стабільності, і в 2007 році майбутнє виглядає світлішим, оскільки конфлікт у південному Судані є єдиним, що зараз впливає на розвиток мережі (шосе 6). Беззаконня, а не війна, перешкоджає прогресу в розвитку шосе 3 між Лівією та Чадом, і хоча економічна нестабільність може вплинути на обслуговування асфальтованих шосе 4 і 9 у Зімбабве, є практичні альтернативи через сусідні країни. Конфлікти в Сомалі не впливають на мережу, оскільки це найбільша африканська країна без трансафриканських магістралей, але вони вплинуть на розвиток доріг, що під’єднуються до мережі.

### Принципи та процеси
Використовуючи якомога більше існуючі національні автомагістралі, метою агенцій розвитку є визначення пріоритетів щодо торгівлі, планування автомагістралей та пошук фінансування для будівництва відсутніх ланок і мостів, мощення ділянок із землі та гравію. доріг та відновлення зношених ділянок з твердим покриттям.
Також було визначено необхідність зменшити затримки, спричинені пропускними пунктами на автомагістралях і прикордонним контролем, або пом’якшити обмеження на подорожі, але поки що рішення не знайдено. Замість того, щоб мати міжнародні автомагістралі, щодо яких кожна країна зберігає свої правила та практику, існує потреба в транснаціональних магістралях, щодо яких правила та практика будуть спрощені, уніфіковані та впроваджуватимуться без затримок для товарів і подорожуючих.

## Особливості мережі

### Обслуговування країни
Як заплановано, мережа охоплює всі країни континентальної Африки, крім Бурунді, Еритреї, Есватіні, Сомалі, Екваторіальної Гвінеї (Ріо-Муні), Лесото, Малаві, Руанди та Південного Судану. З них Руанда, Малаві, Лесото та Есватіні мають асфальтовані дороги, що підключаються до мережі, і мережа досягає майже кордону інших країн.

### Відсутні посилання
Більше половини мережі заасфальтовано, хоча обслуговування залишається проблемою. Є багато відсутніх ланок у мережі, де траси непрохідні після дощу або небезпечні через каміння, пісок і піщані бурі. У деяких випадках взагалі не було жодної дороги, як-от 200 км між Сало в Центральноафриканській Республіці та Весо в Республіці Конго на шосе 3. Відсутні ланки виникають головним чином через те, що розділ не має високого національного пріоритету на відміну від регіонального чи трансконтинентального пріоритету.
Через відсутність зв’язків між п’ятьма основними регіонами — Північною, Західною, Центральною, Східною та Південною Африкою — дорога за будь-якої погоди є відносно легкою лише між Східною та Південною Африкою, і це покладається на одну дорогу з твердим покриттям через південно-західну Танзанія (танзамське шосе).
Хоча Північна Африка та Західна Африка з’єднані через Сахару, основним недоліком мережі є те, що через Центральну Африку немає асфальтованих автомагістралей. Це не тільки перешкоджає автомобільній торгівлі між Східною та Західною Африкою або між Західною та Південною Африкою, але й обмежує торгівлю в Центральній Африці. Хоча можуть бути прокладені сполучення із Західної, Східної чи Південної Африки до окраїн Центральної Африки, ці сполучення не проникають дуже далеко в регіон. Рельєф, тропічні ліси та клімат Центральної Африки, особливо у водозбірних басейнах нижньої та середньої течії річки Конго та річок Убангі, Сангха та Санага, створюють серйозні перешкоди для інженерів автомобільних доріг, а дороги з твердим покриттям там мають короткий термін служби. Північніше в Камеруні та Чаді горбиста місцевість або рівнини, схильні до повеней, обмежують розвиток місцевої мережі доріг з твердим покриттям.
Через це заборонене середовище планується перетнути три Трансафриканські автомагістралі у напрямку схід-захід (шосе 6, 8 і 9), а одна – з півночі на південь (шосе 3). Станом на 2014 рік усі вони мають значну частину відсутніх ланок у Центральній Африці.

## Опис магістралей в мережі
Було визначено дев’ять автомагістралей у грубій сітці з шести переважно східно-західних маршрутів і трьох переважно з півночі на південь. Четвертий шлях з півночі на південь формується з кінців двох шляхів зі сходу на захід.

### Маршрути схід-захід
Починаючи з найпівнічнішого, маршрути зі сходу на захід:
- Трансафриканська магістраль 1 (TAH 1), шосе Каїр–Дакар, 8636 км (5366 миль): головним чином прибережний маршрут уздовж середземноморського узбережжя Північної Африки, що продовжується вниз узбережжям Атлантичного океану Північно-Західної Африки; по суті завершено, хоча кордон між Алжиром і Марокко закрито. TAH 1 з’єднується з TAH 7, утворюючи додатковий маршрут із півночі на південь навколо західної околиці континенту. З'єднується з M40 міжнародної мережі доріг Арабського Машреку.
- Трансафриканська магістраль 5 (TAH 5), шосе Дакар–Нджамена, 4496 км (2794 милі), також відома як Транссахельська магістраль, що з’єднує західноафриканські країни Сахеля, завершено приблизно на 80%.
- Трансафриканська магістраль 6 (TAH 6), шосе Нджамена-Джибуті, 4219 км (2622 милі): суміжно з TAH 5, продовжуючи через східний регіон Сахелія до порту Джибуті в Індійському океані. Приблизний маршрут TAH 5 і TAH 6 спочатку був запропонований на початку 20 століття як мета Французької імперії.
- Трансафриканська магістраль 7 (TAH 7), шосе Дакар–Лагос, 4010 км (2490 миль): також відома як Трансзахідноафриканська прибережна дорога, завершено приблизно на 80%. Ця магістраль з’єднується з TAH 1, утворюючи додатковий маршрут із півночі на південь навколо західної околиці континенту.
- Трансафриканська магістраль 8 (TAH 8), шосе Лагос–Момбаса, 6259 км (3889 миль): який суміжний з TAH7 і утворює з ним 10 269 км східно-західного перетину континенту. Східна половина шосе Лагос–Момбаса проходить через Кенію та Уганду, де місцеві жителі відомі як Трансафриканське шосе (єдине місце, де ця назва загальновживана). Його західна частина в Нігерії, Камеруні та Центральноафриканській Республіці в основному завершена, але довго відсутня ланка через ДР Конго наразі перешкоджає будь-якому практичному використанню через середню частину.

- Трансафриканська магістраль 9 (TAH 9), шосе Бейра-Лобіто, 3523 км (2189 миль): в основному завершено у східній половині, але західна половина через Анголу та південно-центральну ДР Конго потребує реконструкції.

### Маршрути північ-південь
Починаючи з найзахіднішого, це:
- Трансафриканська магістраль 2 (TAH 2), шосе Алжир–Лагос, 4504 км (2799 миль): також відомий як Транссахарське шосе: майже завершено, лише 200 км (120 миля) пустельної доріжки ще належить прокласти, але прикордонний контроль і контроль безпеки обмежують використання.
- Трансафриканська магістраль 3 (TAH 3), шосе Триполі–Віндгук–Кейптаун, 10 808 км (6 716 миль): цей маршрут має найбільше відсутніх ланок і потребує найбільшого нового будівництва, оскільки можна будь-якою мірою використовувати лише національні дороги з твердим покриттям у Лівії, Камеруні, Анголі, Намібії та Південній Африці. Південна Африка спочатку не була включена, оскільки шосе було вперше заплановано в епоху апартеїду, але тепер визнано, що воно продовжуватиметься до Кейптауна.
- Трансафриканська магістраль 4 (TAH 4), шосе Каїр–Габорон–Преторія/Кейптаун, 10 228 км (6 355 миль): завершення ділянки шосе від Донголи до розв’язки Абу-Сімбел у Північному Судані та дороги від прикордонного переходу Галабат у північно-західній Ефіопії не залишило жодної ділянки без покриття; ділянку дороги між Бабаті та Додомою в центральній Танзанії було завершено в травні 2018 року[2]. Відрізок між Ісіоло та Мояле на півночі Кенії (який наземні мандрівники охрестили «дорогою в пекло») нещодавно завершили, створивши плавний перетин через Кенію. Перетин кордону Єгипту та Судану автомобільним транспортом заборонено протягом кількох років, замість нього використовується автомобільний пором на озері Насер. Як і у випадку з TAH 3, Південна Африка спочатку не була включена, оскільки ця ідея була вперше запропонована в епоху апартеїду, але тепер визнано, що вона продовжуватиметься до Преторії та Кейптауна. За винятком проходження через Ефіопію, маршрут приблизно збігається з пропозиціями про дорогу від мису до Каїру, висунутими на початку 20-го століття Британської імперії.

Як зазначалося вище, TAH 1 і TAH 7 об’єднуються, щоб утворити додатковий маршрут із півночі на південь навколо західної околиці континенту між Монровією та Рабатом.

### Регіональні проекти автомобільних доріг в Африці
Регіональні міжнародні спільноти активно залучені до розвитку трансафриканських автомагістралей і працюють разом з АБР та UNECA. Наприклад:
- Союз Арабського Магрибу керує розробкою та обслуговуванням ділянки ТРАХ 1, що сполучає Триполі – Нуакшот.
- Економічне співтовариство західноафриканських держав (ECOWAS) керує розробкою та обслуговуванням TAH 5 і 7.
- Співтовариство розвитку Південної Африки (SADC) має розгалужену мережу дорожніх проектів і торговельних коридорів у Південній Африці. TAH 9 і південні кінці TAH 3 і 4 використовують регіональні автомагістралі, розроблені SADC або його попередниками. Зокрема, SADC керує автомобільними та залізничними коридорами від територій, які не мають виходу до моря, до портів.

## Дивись також
- Інші міжконтинентальні системи автомобільних доріг: регіональна мережа магістральних доріг SADC, мережа азіатських автомобільних доріг, міжнародна мережа доріг E та міжнародна мережа доріг Арабського Машреку.